# Careless World: Rise of the Last King
| Recensione    | Giudizio |
| ------------- | -------- |
| AllMusic      | [ 1 ]    |
| Rolling Stone | [ 2 ]    |

Careless World: Rise of the Last King è il secondo album in studio del cantante statunitense Tyga, pubblicato il 21 febbraio 2012 dalle etichette Young Money Entertainment, Cash Money Records e Universal Republic Records.
Nella prima settimana, l'album si è piazzato al 4º posto della Billboard 200, vendendo oltre 60 000 copie negli Stati Uniti.

## Tracce
1. Careless World – 4:29
2. Lil Homie (feat. Pharrell) – 3:54
3. Muthafucka Up (feat. Nicki Minaj) – 3:54
4. Echoes Interlude – 0:55
5. Do It All – 4:54
6. I’m Gone (feat. Big Sean) – 4:54
7. For The Fame (feat. Chris Brown e Wynter Gordon) – 3:52
8. Birdman Interlude (feat. Birdman) – 0:50
9. Potty Mouth (feat. Busta Rhymes) – 4:44
10. Faded (feat. Lil Wayne) – 3:26
11. Rack City – 3:23
12. Black Crowns – 5:26
13. Celebration (feat. T-Pain) – 3:01
14. Far Away (feat. Chris Richardson) – 3:26
15. Mystic AKA Mado Kara Mieru Interlude – 0:23
16. This Is Like (feat. Robin Thicke) – 4:18
17. King & Queens (feat. Wale & Nas) – 4:08
18. Let It Show (feat. J. Cole) – 3:59
19. Love Game – 7:34
20. Lay You Down (feat. Lil Wayne) – 4:05
21. Light Dreams (feat. Marsha Ambrosius) – 3:48

## Classifica
| Classifica (2012)                          | Posizione massima |
| ------------------------------------------ | ----------------- |
| Australia                                  | 33                |
| Belgio (Fiandre)                           | 177               |
| Canada                                     | 6                 |
| Regno Unito                                | 56                |
| Stati Uniti (Billboard 200)                | 4                 |
| Stati Uniti (Billboard R&B/Hip-Hop Albums) | 1                 |
| Stati Uniti (Billboard Rap Albums)         | 1                 |